# توشيو فوغيوارا
توشيو فوغيوارا (باليابانية: 藤原敏男؛ بالكانا: ふじわら としお) هو ملاكم كيك بوكسينغ ياباني، ولد في 3 مارس 1948 في مايكو في اليابان.